# Timmy Thomas

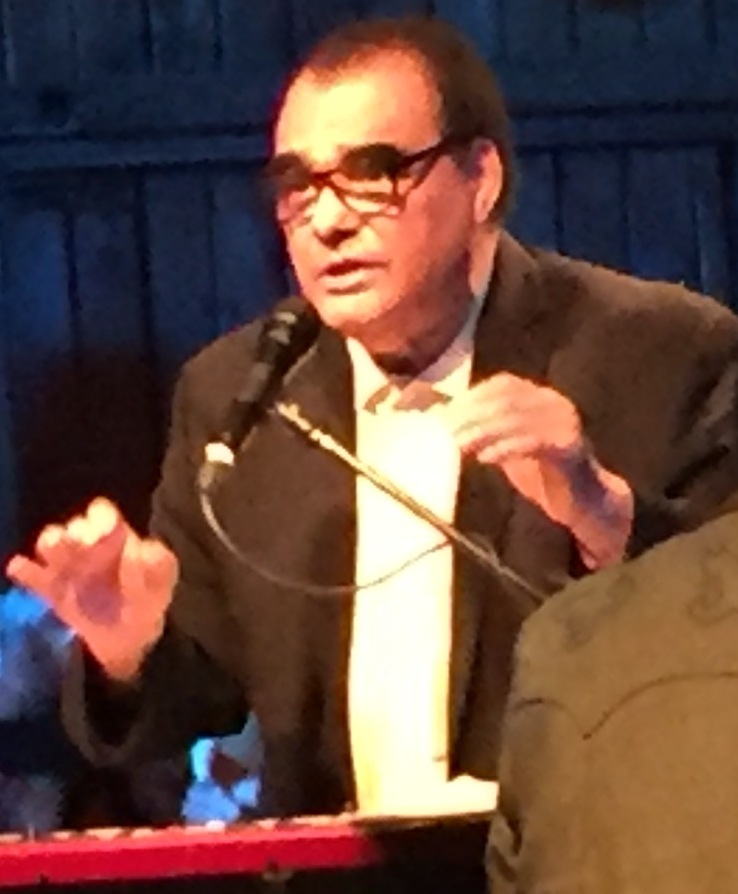
Timmy Thomas, 2016

Timmy E. Thomas (* 13. November 1944 in Evansville, Indiana; † 11. März 2022) war ein US-amerikanischer R&B-Sänger, Keyboardspieler, Komponist und Musikproduzent. Sein bekanntester Hit ist Why Can’t We Live Together von 1972.

## Leben
Thomas begann seine musikalische Karriere als Begleitmusiker von Donald Byrd und Cannonball Adderley, bevor er als Sessionmusiker nach Memphis, Tennessee, ging. Sein erster Soloerfolg war Why Can’t We Live Together, das 1973 die Nummer eins der Billboard R&B-Charts erreichte.
Bis 1984 folgten mehrere weitere Hits, darunter People Are Changin’. Thomas arbeitete auch weiterhin als Sessionmusiker bei T. K. Records, unter anderem für Gwen McCrae und Blowfly. In den 1990er Jahren war er Produzent bei LaFace Records. 1985 nahm die Sängerin Nicole McCloud, die in Deutschland mit Don’t You Want My Love einen Top-20-Hit hatte, das von Timmy Thomas geschriebene Lied New York Eyes zusammen mit ihm im Duett auf. Als Organist war Timmy Thomas an den Joss-Stone-Alben The Soul Sessions (2003) und Mind, Body & Soul (2004) beteiligt.
Er starb am 11. März 2022 im Alter von 77 Jahren.

## Erfolg und kultureller Einfluss
Besonders sein Titel Why Can’t We Live Together wurde mehrfach gecovert oder diente als Inspiration zu weiteren Produktionen. Neben einem Remix unter eigenem Namen im Jahr 1990 wurde besonders die Version der britischen Sängerin Sade aus ihrem 1984er Debütalbum Diamond Life populär. 2015 veröffentlichte der kanadische Rapper Drake seinen Titel Hotline Bling, dessen musikalische Grundlage die Instrumentalversion von Why Can’t We Live Together ist.

## Diskografie

### Alben
| Jahr | Titel                                  | Höchstplatzierung, Gesamtwochen, AuszeichnungChartplatzierungen (Jahr, Titel, Platzierungen, Wochen, Auszeichnungen, Anmerkungen) | Höchstplatzierung, Gesamtwochen, AuszeichnungChartplatzierungen (Jahr, Titel, Platzierungen, Wochen, Auszeichnungen, Anmerkungen) | Höchstplatzierung, Gesamtwochen, AuszeichnungChartplatzierungen (Jahr, Titel, Platzierungen, Wochen, Auszeichnungen, Anmerkungen) | Höchstplatzierung, Gesamtwochen, AuszeichnungChartplatzierungen (Jahr, Titel, Platzierungen, Wochen, Auszeichnungen, Anmerkungen) | Anmerkungen                                                        |
| Jahr | Titel                                  | DE | UK | US | R&B | Anmerkungen                                                        |
| ---- | -------------------------------------- | --- | --- | --- | --- | ------------------------------------------------------------------ |
| 1973 | Why Can’t We Live Together Glades 6501 | — | — | US53 (15 Wo.)US | R&B10 (15 Wo.)R&B | Erstveröffentlichung: 1972 Produzenten: Steve Alaimo, Timmy Thomas |

Weitere Alben
- 1974: You’re the Song I’ve Always Wanted to Sing (Glades 6504)
- 1976: The Magician (Glades 7510)
- 1977: Touch to Touch (Glades 7513)
- 1979: Timmy Thomas Live (Glades 7517)
- 1974: Gotta Give a Little Love (Ten Years After) (Gold Mountain 80006)
- 1994: With Heart and Soul (DTM)
- 1998: Why Can’t We Live Together: The Best of the TK Years 1972–81 (Kompilation; Westside 552)

### Singles
| Jahr | Titel Album                                                                             | Höchstplatzierung, Gesamtwochen, AuszeichnungChartplatzierungen (Jahr, Titel, Album, Platzierungen, Wochen, Auszeichnungen, Anmerkungen) | Höchstplatzierung, Gesamtwochen, AuszeichnungChartplatzierungen (Jahr, Titel, Album, Platzierungen, Wochen, Auszeichnungen, Anmerkungen) | Höchstplatzierung, Gesamtwochen, AuszeichnungChartplatzierungen (Jahr, Titel, Album, Platzierungen, Wochen, Auszeichnungen, Anmerkungen) | Höchstplatzierung, Gesamtwochen, AuszeichnungChartplatzierungen (Jahr, Titel, Album, Platzierungen, Wochen, Auszeichnungen, Anmerkungen) | Höchstplatzierung, Gesamtwochen, AuszeichnungChartplatzierungen (Jahr, Titel, Album, Platzierungen, Wochen, Auszeichnungen, Anmerkungen) | Anmerkungen |
| Jahr | Titel Album                                                                             | DE | UK | US | R&B | Dance | Anmerkungen |
| ---- | --------------------------------------------------------------------------------------- | --- | --- | --- | --- | --- | --- |
| 1972 | Why Can’t We Live Together                                                              | DE28 (4 Wo.)DE | UK12 (11 Wo.)UK | US3 (15 Wo.)US | R&B1 (18 Wo.)R&B | — | Erstveröffentlichung: Oktober 1972 Autor: Timmy Thomas                                                                |
| 1973 | People Are Changin’ You’re the Song I’ve Always Wanted to Sing                          | — | — | US75 (5 Wo.)US | R&B23 (7 Wo.)R&B | — | Erstveröffentlichung: März 1973 Autor: Timmy Thomas                                                                   |
| 1973 | Let Me Be Your Eyes You’re the Song I’ve Always Wanted to Sing                          | — | — | — | R&B48 (6 Wo.)R&B | — | |
| 1973 | What Can I Tell Her You’re the Song I’ve Always Wanted to Sing                          | — | — | — | R&B19 (14 Wo.)R&B | — | Erstveröffentlichung: Oktober 1973 Autoren: Brad Shapiro, Clarence Reid, Willie Clarke Original: J. P. Robinson, 1970 |
| 1974 | One Brief Moment You’re the Song I’ve Always Wanted to Sing                             | — | — | — | R&B62 (9 Wo.)R&B | — | Erstveröffentlichung: Februar 1974 Autor: Timmy Thomas                                                                |
| 1974 | I’ve Got to See You Tonight You’re the Song I’ve Always Wanted to Sing                  | — | — | — | R&B31 (12 Wo.)R&B | — | Erstveröffentlichung: Oktober 1974 Autor: Willie Hale                                                                 |
| 1975 | You’re the Song (I’ve Always Wanted to Sing) You’re the Song I’ve Always Wanted to Sing | — | — | — | R&B78 (7 Wo.)R&B | — | B-Seite von I’ve Got to See You Tonight Autoren: Stanley McKenny, Timmy Thomas                                        |
| 1975 | Sexy Woman                                                                              | — | — | — | R&B69 (6 Wo.)R&B | — | Erstveröffentlichung: Juni 1975 Autor: Timmy Thomas                                                                   |
| 1977 | Stone to the Bone The Magician                                                          | — | — | — | R&B74 (7 Wo.)R&B | Dance12 (9 Wo.)Dance | Erstveröffentlichung: März 1977 Autoren: Ines Pinchot, Timmy Thomas                                                   |
| 1978 | Touch to Touch / Africano Touch to Touch                                                | — | — | — | — | Dance32 (4 Wo.)Dance | Erstveröffentlichung: Februar 1978 Autor: Noel Williams                                                               |
| 1978 | Freak In, Freak Out                                                                     | — | — | — | R&B92 (3 Wo.)R&B | — | Erstveröffentlichung: September 1978 Autoren: Clarence Reid, Inez J. Kitts                                            |
| 1981 | Are You Crazy???                                                                        | — | — | — | R&B73 (6 Wo.)R&B | — | Erstveröffentlichung: März 1981 Autoren: Inez J. Kitts, Timmy Thomas                                                  |
| 1984 | Gotta Give a Little Love (Ten Years Later)                                              | — | — | US80 (3 Wo.)US | R&B29 (11 Wo.)R&B | Dance28 (9 Wo.)Dance | Erstveröffentlichung: April 1984 Autor: Timmy Thomas                                                                  |
| 1984 | Love Is Never Too Late Gotta Give a Little Love (Ten Years Later)                       | — | — | — | R&B90 (2 Wo.)R&B | — | Erstveröffentlichung: August 1984 Autor: Timmy Thomas                                                                 |
| 1985 | New York Eyes What About Me?                                                            | — | UK41 (8 Wo.)UK | — | — | — | Erstveröffentlichung: Dezember 1985 mit Nicole McCloud Autor: Timmy Thomas                                            |
| 1990 | Why Can’t We Live Together? (The 1990 Re-Recording)                                     | DE26 (12 Wo.)DE | UK54 (2 Wo.)UK | — | — | — | Erstveröffentlichung: Juli 1990 Saxophon: Frank Kirchner Produzenten: The Wild Boys                                   |

grau schraffiert: keine Chartdaten aus diesem Jahr verfügbar
Weitere Singles
- 1967: Have Some Boogaloo (VÖ: März)
- 1967: It’s My Life (VÖ: August)
- 1970: What’s Bothering Me
- 1973: The Coldest Days of My Life
- 1975: It’s What They Can’t See
- 1976: Love Shine
- 1977: The Magician (VÖ: März)
- 1980: Drown in My Own Tears
- 1982: My Last Affair
- 1990: Dying Inside (To Hold You)
- 1991: What Do You Say to a Lady (mit Jackie Moore)
- 2013: Sweet Heaven (Tom Glide feat. Timmy Thomas)

## Statistik

### Chartauswertung
|                     | DE    | UK    | US    | R&B     |
| ------------------- | ----- | ----- | ----- | ------- |
| Nummer-eins-Alben   | DE—DE | UK—UK | US—US | R&B—R&B |
| Top-10-Alben        | DE—DE | UK—UK | US—US | R&B1R&B |
| Alben in den Charts | DE—DE | UK—UK | US1US | R&B1R&B |

|                       | DE    | UK    | US    | R&B     | Dance       |
| --------------------- | ----- | ----- | ----- | ------- | ----------- |
| Nummer-eins-Singles   | DE—DE | UK—UK | US—US | R&B—R&B | Dance—Dance |
| Top-10-Singles        | DE—DE | UK—UK | US1US | R&B1R&B | Dance—Dance |
| Singles in den Charts | DE2DE | UK3UK | US3US | R&B3R&B | Dance3Dance |